# Stephen Greenleaf (écrivain)
Pour les articles homonymes, voir Stephen Greenleaf.
Stephen Greenleaf, né le 17 juillet 1942 à Washington, aux États-Unis, est un écrivain américain, auteur de roman policier. Il est principalement connu pour sa série de quatorze romans policiers ayant pour héros le détective privé John Marshall Tanner.

## Biographie
Il grandit dans l’Iowa à Centerville, puis étudie au Carleton College dans le Minnesota et obtient ses diplômes en 1964. Il s'inscrit ensuite à l’université de Californie à Berkeley, dont il sort avec un doctorat en droit en 1967. Il s’engage et sert dans l’United States Army pendant deux ans, participant à la guerre du Viêt Nam.
À son retour, il travaille comme aide juridique à Portland et comme avocat spécialisé dans les lois antitrust et la fraude des valeurs à Monterey, puis à San Francisco.
Lassé par son métier, il décide à 34 ans de devenir écrivain et déménage dans l’Iowa. Il travaille comme professeur de droit à l'université de l'Iowa, suit le programme Iowa Writers' Workshop et amorce sa carrière d'écrivain. Après plusieurs refus, il parvient à faire publier, en 1979, Grave Error, la première aventure de John Marshall Tanner. Lointain émule de Lew Archer et de Philip Marlowe, Tanner est un ancien procureur de district (District Attorney) reconverti dans la profession de détective privé. Il exerce à San Francisco. Il est nommé ainsi en hommage à l’homme politique John Marshall.
En 21 ans, Tanner connaît quartorze aventures. Il se retire de la profession de détective en 2000 dans le dernier roman de la série, Ellipsis. Greenleaf fait de même et arrête sa carrière sur ce livre. Il réside actuellement en Californie du Nord avec sa femme Ann Garrison, une romancière et auteur de littérature d'enfance et de jeunesse.
En France, plusieurs de ses romans sont publiés par la maison d'édition des Presses de la Cité au cours des années 1980. Il compte également deux ouvrages dans la collection Polar U.S.A. de l'éditeur Gérard de Villiers.

## Œuvre

### Romans

#### SérieJohn Marshall Tanner
- Grave Error (1979) Publié en français sous le titre Sale bled, traduction de Jacques Guiod, Paris, Presses de la Cité, coll. « Haute tension », 1984.
- Death Bed (1980) Publié en français sous le titre Idées noires, traduction de Simonne Huinh et Jean-Louis Festjens, Paris, Presses de la Cité, coll. « Haute tension », 1984.
- State's Evidence (1982) Publié en français sous le titre Témoin à charge, traduction de Jacques Potot, Paris, Presses de la Cité, coll. « Haute tension », 1984.
- Fatal Obsession (1983)
- Beyond Blame (1985) Publié en français sous le titre Histoire de fou, traduction de Jacqueline Lenclud, Paris, Éditions Gérard de Villiers, coll. « Polar U.S.A. » no 38, 1990.
- Toll Call (1987) Publié en français sous le titre Liste rouge, traduction de Frédéric Lasaygues, Paris, Éditions Gérard de Villiers, coll. « Polar U.S.A. » no 47, 1988.
- Book Case (1991)
- Blood Type (1992)
- Southern Cross (1993)
- False Conception (1994)
- Flesh Wounds (1996)
- Past Tense (1997)
- Strawberry Sunday (1999)
- Ellipsis (2000)

#### Autres romans
- The Ditto List (1985) Publié en français sous le titre Divorce à l’américaine, traduction de Ives Trévian, Paris, Presses de la Cité, 1985.
- Impact (1989) Publié en français sous le titre Crash, traduction de Michel Pagel, Paris, Éditions Presses de la Cité, 1990.

### Nouvelle
- Iris (1984)

## Prix et distinctions
- Nomination au prix Shamus de la meilleure nouvelle en 1985 pour Iris.
- Nomination au Dilys Award en 1992 pour Book Case.
- Prix Falcon (en) en 1993 pour Book Case.
- Nomination au prix Shamus du meilleur roman en 1997 pour Flesh Wounds.
- Nomination au prix Edgar-Allan-Poe du meilleur roman en 2000 pour Strawberry Sunday.
- Nomination au prix Shamus du meilleur roman en 2001 pour Ellipsis.

## Sources
- Claude Mesplède (dir.), Dictionnaire des littératures policières, vol. 1 : A - I, Nantes, Joseph K, coll. « Temps noir », 2007, 1054 p. (ISBN 978-2-910686-44-4, OCLC 315873251), p. 891
- International Who's Who of Authors and Writers 2004, Londres, Europa Publications, 2003, 624 p. (ISBN 978-1-85743-179-7, lire en ligne), p. 219